# Palicourea prodiga
Palicourea prodiga là một loài thực vật thuộc họ Rubiaceae. Đây là loài đặc hữu của Ecuador.